# كأس نسيم حميد
كأس نسيم حميد كان كأس كرة قدم جماعية يديره الاتحاد اليمني لكرة القدم، واستمرت لمدة موسمين قبل أن يتم حله، وقد فاز نادي التلال في الموسمين. 
سمي الكأس باسم الملاكم اليمني العالمي نسيم حميد.   

## النهائيات
| الموسم | الفائز      | أحرز هدفا              | المركز الثاني       |
| ------ | ----------- | ---------------------- | ------------------- |
| 2000   | نادي التلال | 2 - 2 3 - 2 ركلات جزاء | نادي الوحدة (صنعاء) |
| 2003   | نادي التلال | 2 - 0                  | أهلي صنعاء          |

## وصلات خارجية
- نتائج كأس النسيم